# Malcolm Glazer
Malcolm Irving Glazer (15 tháng 8 năm 1928 – 28 tháng 5 năm 2014) là một doanh nhân người Mỹ và chủ sở hữu các đội thể thao. Ông là chủ tịch và tổng giám đốc điều hành của First Allied Corporation, một công ty mẹ phục vụ cho lợi ích kinh doanh đa dạng của mình ông, và sở hữu cả Manchester United F.C. của Premier League và đội bóng bầu dục Mỹ Tampa Bay Buccaneers. Ngày 28 tháng 5 năm 2014 ông được gia đình thông báo đã qua đời ở tuổi 85 sau khi gặp nhiều vấn đề về sức khỏe từ sau lần đột quỵ vào tháng 4 năm 2006.

## Tiểu sử
Glazer đã được sinh ra tại Rochester, New York, con thứ năm trong gia đình bảy người con của người Mỹ gốc Do Thái nhập cư, Abraham và Hannah Glazer. Năm 1943, ông được thừa kế cửa hàng bán đồ trang sức của cha mình và xem sửa chữa kinh doanh.. Ông một thời gian ngắn tham dự Sampson College Rochester trước khi dấn thân toàn thời gian để đồ trang sức và xem sửa chữa.

## Cuộc sống cá nhân
Malcolm Glazer đã kết hôn với Linda Glazer từ năm 1961 cho đến khi ông qua đời vào năm 2014. Họ sống ở Palm Beach, Florida, và đã có năm người con trai và một người con gái:
- Avram Glazer, đồng Chủ tịch của Manchester United.[10]
- Kevin E. Glazer
- Bryan Glazer, phó chủ tịch Tổng công ty Đầu Đồng Minh và đồng Chủ tịch của Tampa Bay Buccaneers.[11]
- Joel Glazer, phó chủ tịch thứ nhất của Đồng Minh và đồng Chủ tịch của Tampa Bay Buccaneers và Manchester United.[12]
- Darcie Glazer S. Kassewitz, Đồng Chủ tịch Glazer Family Foundation.[13]
- Edward S. Glazer, phó chủ tịch thứ nhì của Đồng Minh và đồng Chủ tịch của Tampa Bay Buccaneers.[14]

Nhà Glazer đã tham dự hội đường Palm Beach ở Palm Beach, Florida.